# Chamardi
Chamardi fou un estat tributari protegit de l'agència de Kathiawar, presidència de Bombai. Estava format per un sol poble. Els governants eren del clan gohel dels rajputs. La població era de 2.168 habitants. Pagava tribut al Gaikwar de Baroda i al nawab de Junagarh.